# Tisztviselőtelep (Dorog)
A dorogi Tisztviselőtelep (vagy Bányatisztviselő-telep) a város legrégebbi kertvárosias telepe. A Hantken Miksa-Táncsics Mihály-Kossuth Lajos-Rákóczi utcák által határolt területen fekszik, közvetlenül a városközpont szomszédságában.

## Története
1911-ben Dorog lett a bányavidék központja, egyre több bányász és tisztviselő érkezett a településre, akiknek lakásokra volt szükségük, így a Salgótarjáni Kőszénbánya Rt. megbízásából 1916 és 1917 között felépült a Tisztviselőtelep a bányavállalat altisztjei és főtisztjei számára a vasút és a falu (ma városközpont) közötti területen, az akkori Vilmos császár (ma Hantken Miksa), Park (ma Táncsics Mihály), Kórház (ma Kossuth) és Vasút (ma Rákóczi) utcák által határolt területen.
Az eredetileg 47 lakásból álló kolónia két részből állt; az altisztek számára épült ikerházakból és a főtisztek számára épült korábbi villákból (utóbbiakat a szocializmus idején felosztották). A kertváros mellett épült fel a dorogi kórház, a bányafürdő és a bányavállalat központi irodaháza (2010-től a városi "intézmények háza"). A villák hátsókertjéből leválasztott területen épült fel 1968-1969-ben a Zrínyi Miklós lakótelep három kétemeletes panelépülettel.
2001-ben 113 házában 281 ember élt. A kertváros ma is elsősorban a magasabb jövedelműek és végzettségűek lakhelye; 2001-ben lakosságának 23%-ka volt felsőfokú végzettségű, szemben a 8,6%-os városi és a 12,6%-os országos átlaggal.

## Elnevezései
Bányatisztviselő-telep, Tiszti- és altiszti kolónia, Segédtiszti és tisztviselői lakások, Tisztviselői lakások
A dorogi népnyelv korábban "Kezitcsókolom-telepnek" vagy "Úri negyednek" hívta, tréfásan utalva a lakóira.

## Képek

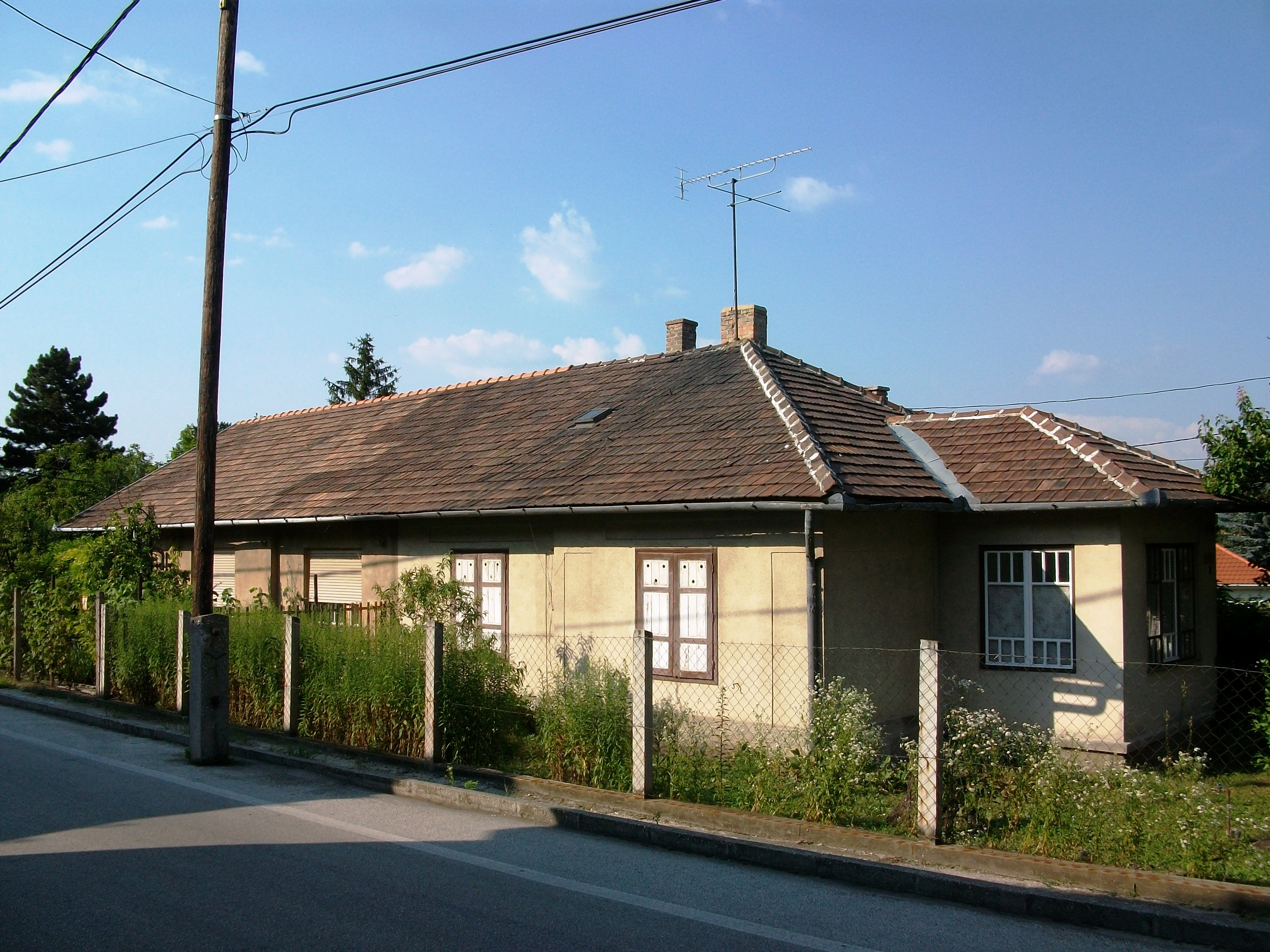
Egy volt altiszti ikerház a Táncsics utcában
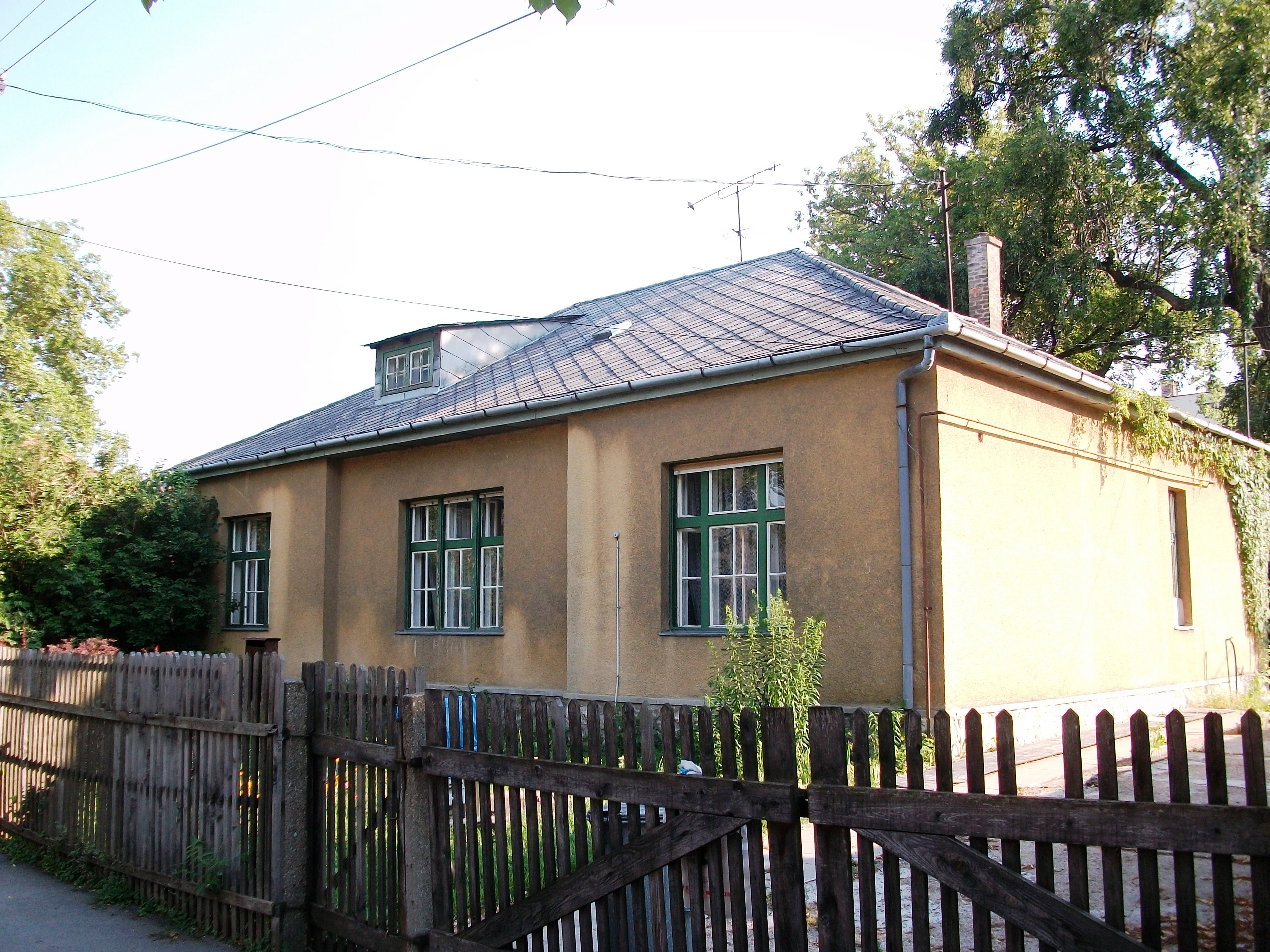
Egy volt főtiszti villa a Rákóczi utcában, régi fakerítéssel
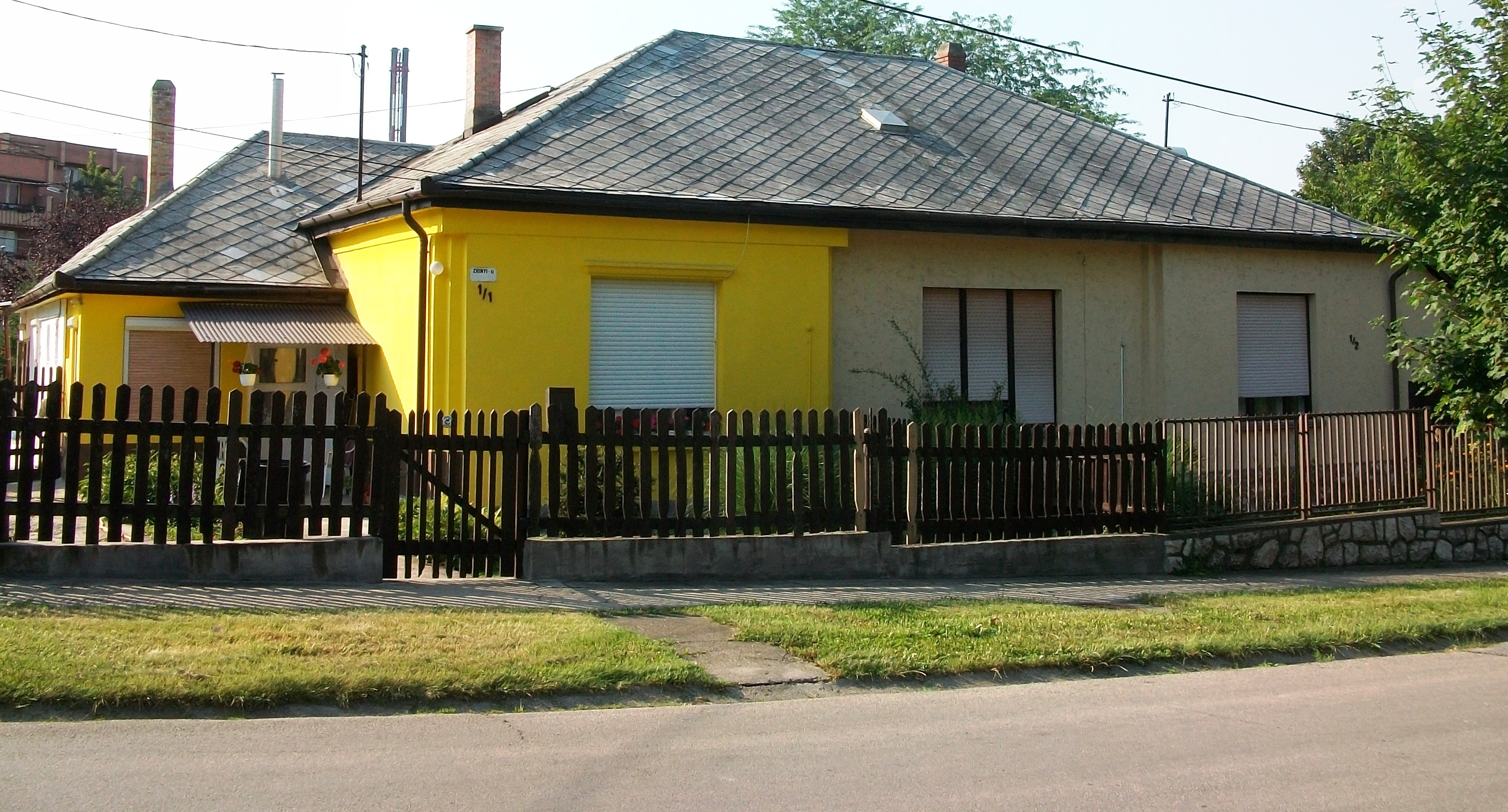
Egy megosztott főtiszti villa a Zrínyi utcában